# Docteur Gab's
 (avril 2021).
Docteur Gab's est une brasserie artisanale suisse, se trouvant à Puidoux dans le canton de Vaud. 

## Histoire

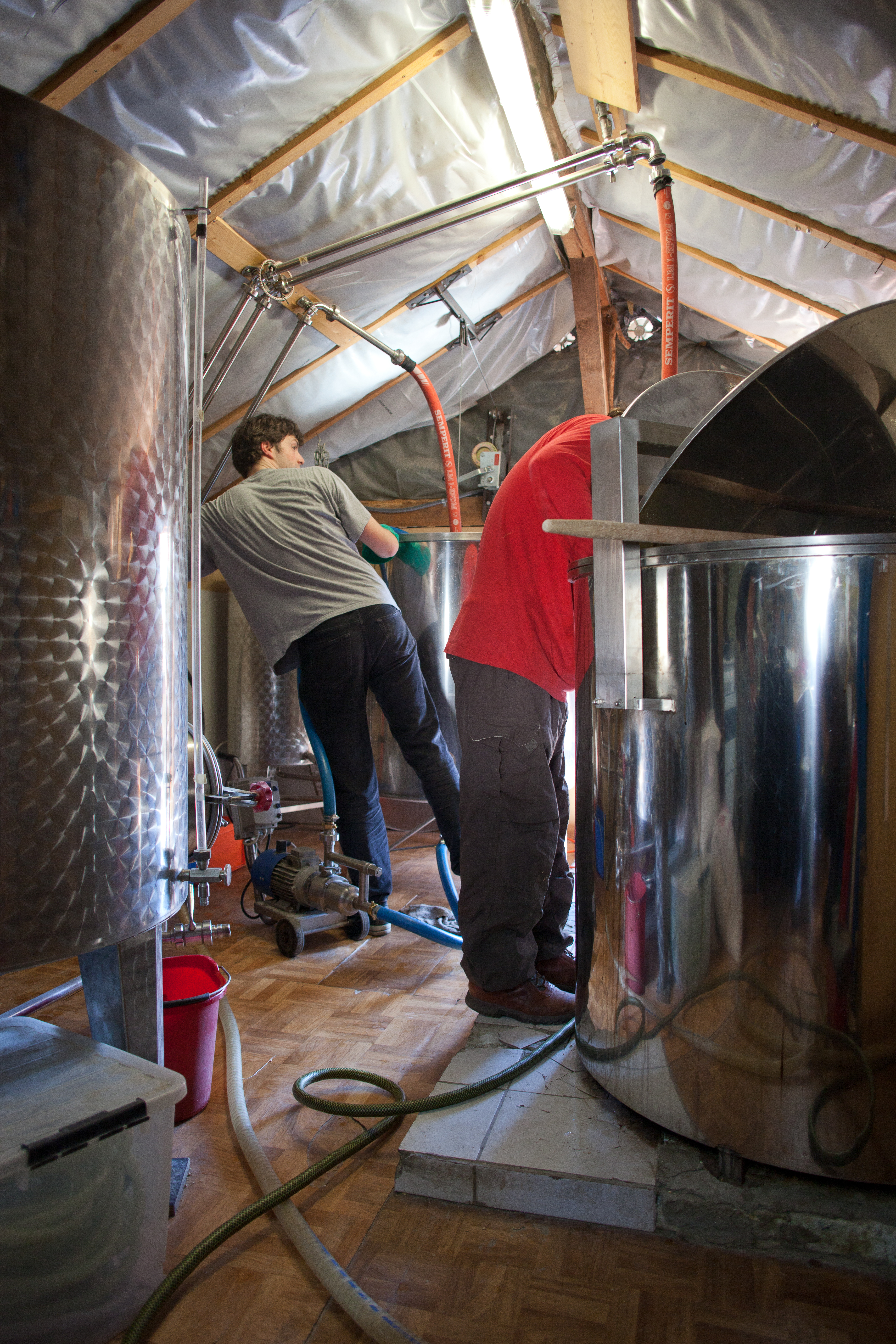
Brassage dans les locaux d'Épalinges, en 2012.

La brasserie Docteur Gab's a été fondée en 2001 à Épalinges par Gabriel Hasler, Reto Engler, David Paraskevopoulos et Xavier Company. Elle est née d'un cadeau, un kit de brassage, de la sœur de Gabriel Hasler (Docteur Gab's) pour l'anniversaire de celui-ci. Les premiers brassages se font dans un premier temps dans la cuisine des parents de Gabriel Hasler puis dans la cave de Reto Engler,. 
En 2005, la brasserie s'installe dans une grange d'Épalinges. Entre 2005 et 2008, l'achat d'une seconde cuve de brassage fait passer la production de 6 000 à 10 000 litres par an. Depuis 2009, le trois fondateurs travaillent à plein temps pour la brasserie. Entre 2011 et 2012, la production passe de 50 000 à 80 000 litres par an. En 2012, la brasserie déménage d'Épalinges à Savigny, dans des locaux plus vastes (1 500 mètres carrés).
En 2018, la brasserie est une petite entreprise de 25 employés et déménage de Savigny à Puidoux. Les locaux plus vastes permettent de tripler le volume de production, pour atteindre trois millions de litres.

## Positionnement
La brasserie doit sa notoriété essentiellement au bouche à oreille, selon Gabriel Hasler. Les ventes sont, en 2012, absorbées à 70 % par la restauration et l'hôtellerie. Les clients se situent principalement dans l'Arc lémanique et le Gros-de-Vaud, les bars lausannois étant un important point de vente.
En 2018, Gabriel Hasler indique vendre 40 % de la production par la grande distribution.

## Gamme de bières
Dix bières sont brassées,  :
Bières vendues toute l'année
- Houleuse, blanche belge, 5 % ;
- Tempête, blonde forte, 8 % ;
- Chameau, ambrée belge, 7 % ;
- Ténébreuse, stout, 6 % ;
- IPAnema, India Pale Ale, 6 % ;
- Pépite, blonde Pale Ale, 5,5 % ;
- "Placebo", IPA - sans alcool, 0,5% ;
- "Delorean", Session NEIPA, 4%.

Bières de saison
- Printemps : Crockus, bock, 6 % ;
- Été : Cascade, blonde, 5 % ;
- Automne : Farandole, ale rousse, 6 % ;
- Hiver : Casanière, brune de Noël, 10 % ;